# San Felipe (Venezuela)
San Felipe is een stad en gemeente in de Venezolaanse staat Yaracuy. De gemeente telt 112.000 inwoners. De hoofdplaats is San Felipe, tevens hoofdplaats van de staat.
De stad is de zetel van het rooms-katholieke bisdom San Felipe.

## Geografie
San Felipe ligt in het oostelijk deel van het hoogland van Segovia op 550 meter hoogte. De Yaracuy stroomt door de gemeente. De plaats ligt op 80 km van Barquisimeto en eveneens op 80 km van Puerto Cabello.

## Geschiedenis
De plaats werd gesticht in 1729 en was een belangrijk centrum voor de handel in cacao. In 1812 werd de plaats volledig verwoest door een aardbeving en daarna heropgebouwd ten noorden van de oorspronkelijke site.

## Economie
Rond San Felipe wordt suikerriet, katoen, cacao, maïs, fruit en rijst geteeld. Ook dierenhuiden zijn een exportproduct. In San Felipe zelf zijn er een suikerfabriek en destilleerderijen. In de buurt van San Felipe zijn er ook kopermijnen. De plaats heeft goede wegverbindingen.